# 성남시 중원구·분당구
성남시 중원구·분당구는 대한민국의 옛 국회의원 선거구이다. 당시 경기도 성남시 중원구와 분당구 지역을 관할했다.

## 역사
1989년 성남시에 구제가 실시되면서 수정구와 중원구가 설치되었다. 1991년에는 중원구의 일부 지역이 분당구가 분구되었다. 이에 제14대 국회의원 선거를 앞두고 중원구와 분당구 지역을 모두 관할하는 성남시 중원구·분당구 선거가 신설되었다. 
제15대 국회의원 선거를 앞두고 성남시 중원구 선거구와 성남시 분당구 선거구로 각각 분구되면서 폐지되었다.

## 관할 구역
- 중원구 일원
- 분당구 일원

## 역대 국회의원
| 선거   | 정당 | 정당       | 의원   |
| ------ | ---- | ---------- | ------ |
| 1992년 |      | 민주자유당 | 오세응 |

## 역대 선거 결과

### 대한민국 제14대 국회의원 선거
|  | 39.68% |

|  | 31.74% |

|  | 19.13% |

|  | 3.85% |

|  | 3.01% |

|  | 2.56% |